# 伊温克利略斯
伊温克利略斯，是西班牙卡斯蒂利亚-拉曼恰托莱多省的一个市镇。总面积31平方公里，总人口664人（2001年），人口密度21人/平方公里。